# 梅萨利·哈吉
艾哈迈德·本·梅萨利·哈吉（阿拉伯语：مصالي الحاج；1898年5月16日—1974年6月3日），土耳其裔，苏菲教派，阿尔及利亚民族主义者領導人，主张结束法国在阿尔及利亚的殖民统治。

## 生平
1898年，出生于特莱姆森的土耳其裔家庭。
1918年，在法国军队服役。
1919年，晋升为中士。
1923年，赴巴黎从事商贸和手工艺制品工作。
1925年，加入法国共产党。
1926年，组织创立“北非之星”。
1927年，赴布鲁塞尔，
1929年，与法国共产党分道扬镳。
1935年，重组“北非之星”。
1937年，重组为“阿尔及利亚人民党”。
1941年，被维希政府判处16年苦役。
1945年，被流放到布拉柴维尔。
1946年，创立“争取民主自由运动”。
1954年，建立“阿尔及利亚民族运动”。
1962年，流亡法国。
1974年，去世。